# 角閃石岩

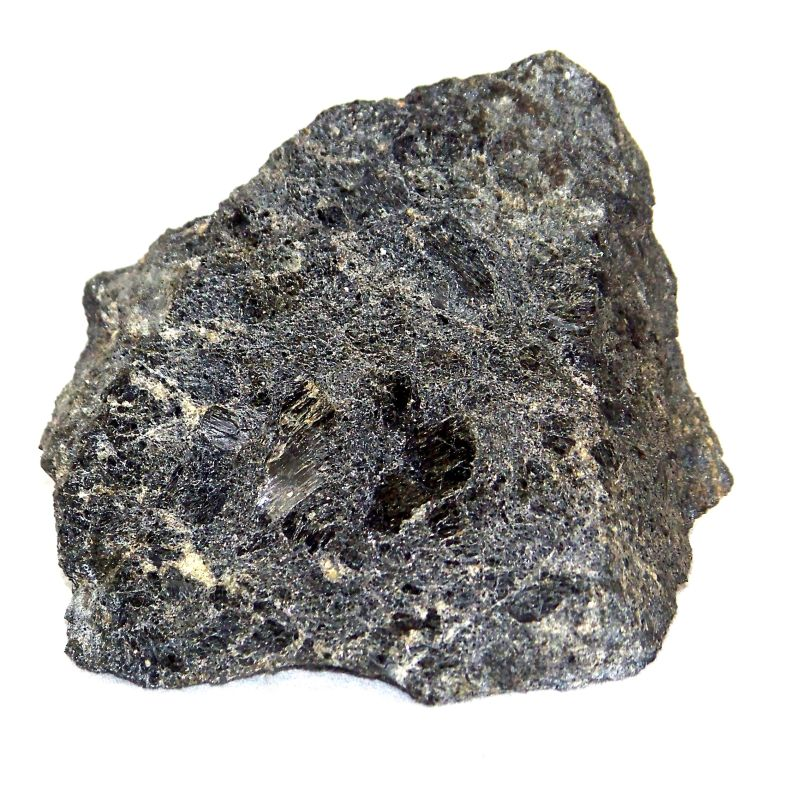
自波兰挖掘出的角闪石岩

角闪石岩（英語：Hornblendite）是一种超镁铁岩石，主要是由角闪石组成，含量超过90%，成分包含钠、钙、镁、铁、铝、硅等氧化物和氢氧化物。也有时含有少量的辉石和橄榄石，伴生的矿物主要有含钒的钛磁铁矿。